# Ottokar Nováček
Ottokar Eugen Nováček (Novácsek Ottokár Jenő) (Fehértemplom, 1866. május 13. – New York, 1900. február 3.) osztrák-magyar hegedűs és cseh származású zeneszerző. Talán leginkább a Perpetuum Mobile című művéről ismert, amelyet 1895-ben írt.

## Élete
Nováček Fehértemplomban (szerbül: Bela Crkva / Бела Црква ), Osztrák Császárságban (ma Szerbia) született. Sikeresen tanult apjától, Martin Joseph Nováčektől, Jakob Dontnál Bécsben (1880–83), Henry Schradiecknél és Brodszkijnál a lipcsei konzervatóriumban, ahol 1885-ben Mendelssohn-díjat kapott. Játszott a Lipcsei Gewandhaus Zenekarban és a Brodszkij Vonósnégyes, eredetileg másodhegedűként, később brácsásként. Ezt követően az Egyesült Államokba vándorolt, ahol a Bostoni Szimfonikus Zenekar tagja volt Nikisch Artúr (1891) vezetésével, és a New York-i Damrosch Orchestra brácsavezetőjének nevezték ki (1892–1893). Játszott az újjáalakult Brodszkij Vonósnégyesben is.
1899-ben, miután szívbetegsége miatt abba kellett hagynia a zenélést, a zeneszerzésnek szentelte magát. Művei közé tartozik egy zongoraverseny (1894, Ferruccio Busoninak dedikált és először ad elő ), Perpetuum mobile (Örökmozgó) hegedűre és zenekarra (1895), három vonósnégyes (megjelent 1890-ben, 1898-ban és 1904-ben), nyolc Concerto Caprice és egyéb művek hegedűre és zongorára, valamint hat dal Lev Tolsztoj szövegeire. 1900-ban New Yorkban halt meg 33 éves korában.

## Származása
Ottokar Nováček Martin (Joseph) Nováček (Horažďovice, 1834 –  Temesvár, 1906) és Maria Hildebrand négy gyermeke között a második volt:
- Rudolf Nováček (Fehértemplom, 1860. április 7. – Prága, 1929. augusztus 12.) katonai zenekarmester és zeneszerző
- Ottokar Nováček
- Karl / Karel Nováček (1868, Fehértemplom – 1929, Budapest)
- Victor Nováček (1875, Temesvár – 1914, Helsinki)

## Művei
- Arie (Ária) hegedűre és zongorára (vagy harmónium, vagy orgona) 1896
- Bolgár táncok Op.6
- 8 Koncert caprices Op.5 1896
- Concerto Eroico (Hősi Verseny – Zongoraverseny) Op.8 1896
- Perpetuum mobile (Örökmozgó) hegedűre és zenekarra (1895)
- Szerenád 1900
- 1. e-moll Vonósnégyes 1891 vagy korábban
- 2. Esz-dúr Vonósnégyes Op.10 1898
- 3.C-dúr Vonósnégyes Op.13 ,,posztumusz” 1900
- Szvit hegedűre és zongorára ,,posztumusz” 1903